# Labeuville
Labeuville település Franciaországban, Meuse megyében. Lakosainak száma 140 fő (2022. január 1.). Labeuville Allamont, Brainville, Doncourt-aux-Templiers, Harville, Jonville-en-Woëvre, Latour-en-Woëvre, Moulotte és Saint-Hilaire-en-Woëvre községekkel határos.

## Népesség
A település népességének változása:
| Lakosok száma | 136  | 101  | 110  | 121  | 130  | 132  | 135  | 138  | 139  | 140  |
|               | 1968 | 1982 | 1990 | 2006 | 2013 | 2015 | 2017 | 2019 | 2020 | 2022 |